# أرت فيليبس
أرت فيليبس هو سياسي كندي، ولد في 12 سبتمبر 1930 في كندا، وتوفي في 29 مارس 2013 في نفس البلد. حزبياً، نشط في الحزب الليبرالي الكندي. وقد انتخب عمدة فانكوفر وانتخب عضو مجلس العموم الكندي.